# حوزه انتخابیه سوم فلوریدا
حوزه انتخابیه سوم فلوریدا یک حوزه انتخابیه مجلس نمایندگان آمریکا است که در ایالت فلوریدا قرار دارد.